# Texier
Texier foi um velejador francês, medalhista olímpico. Ele competiu nas provas de classe 0 – ½ Ton e conquistou a medalha de prata nas duas corridas realizadas nos Jogos Olímpicos de Verão de 1900. Ao lado de Texier, o Timoneiro, Jean-Baptiste Charcot e Robert Linzeler, ele disputou inúmeras provas nesta edição.